# Ruta del Sol
De Ruta del Sol, officieel Vuelta Ciclista a Andalucía - Ruta del Sol is een meerdaagse wielerwedstrijd die jaarlijks plaatsvindt in Andalusië, Spanje. Tot en met 2021 was er alleen een editie voor mannen, in 2022 werd er een editie voor vrouwen aan toegevoegd.

## Mannen
In 1925 werd op initiatief van Miguel Artemán, de secretaris van de Unión Velocipédica Española de eerste editie van de Vuelta a Andalucía verreden, een vijfdaagse koers met vijf etappes en met start en finish in Sevilla. Pas 30 jaar later kreeg het initiatief een vervolg toen de Agrupación Ciclista Malagueña de tweede editie organiseerde. Als Ronde van Andalusië prijkte de koers tot en met 1977 jaarlijks op de wielerkalender. In de 23 edities van 1955-1977 was Málaga 22x de startplaats en 20x keer de finishplaats. In 1976 was Cueva de Nerja startplaats. Cádiz (1956), Granada (1962) en Sevilla (1967) waren de drie andere finish plaatsen in deze periode. In deze periode werd de koers variërend in vijf tot acht dagen verreden. Door een of meerdere dagen per editie dubbele etappes te rijden varieerde het aantal etappes van zes tot elf. De enige uitzondering hierop was 1956 met twaalf etappes in evenvele koersdagen.
Nadat de koers in 1978 niet werd georganiseerd werd er in 1979 een vervolg gegeven, gepaard gaand met een naamswijziging tot Ruta ciclista Del Sol. Deze naam werd tot en met 1986 gehandhaafd. Deze acht edities werden telkens over zeven etappes in zes koersdagen afgewerkt zonder vaste start- of finishplaats.
Van 1987-1992 werd de koers officieel weer als de als de Vuelta a Andalucía verreden. In 1987 over zeven etappes in zes dagen, de overige vijf edities over zes etappes in zes dagen. Alle zes edities hadden Granada (net als in 1985 en 1986) als finishplaats. In 1993 kreeg de koers zijn huidige gecombineerde naam Vuelta a Andalucía - Ruta Ciclista del Sol. Van 1993-2002 was Granada tien edities weer de finishplaats, daarna was er geen vaste finishplaats meer. Behalve in 1993 (6 etappes in 6 dagen), 1994 (7 etappes in 6 dagen) en 2013 (4 etappes in 4 dagen) werd elke editie over vijf etappes in vijf dagen verreden. Vanaf 2005 prijkte de koers elk jaar op de kalender van de dat jaar geïntroduceerde UCI Europe Tour, sinds 2018 in de categorie 2.HC. In 2020 werd de koers opgenomen op de dat jaar nieuw ingestelde UCI ProSeries-kalender.
In de Ruta del Sol treden vooral Spanjaarden aan. Spanje heeft dan ook veruit de meeste eindwinnaars. De Portugees Antonio Barbosa Alves was in 1961 de eerste buitenlandse etappewinnaar en de (West-)Duitser Rudi Altig in 1964 de eerste buitenlandse eindwinnaar. Negen keer won er een Belg (Antoon Houbrechts, Jean-Pierre Monseré, Georges Pintens, Freddy Maertens (2x), Daniel Willems, Marc Sergeant, Edwig Van Hooydonck en Tim Wellens en zeven keer een Nederlander (Jan Krekels, Gerrie Knetemann, Steven Rooks, Jos Schipper, Erik Dekker, Joost Posthuma en Wout Poels).

### Lijst van winnaars

#### Meervoudige winnaars
| Overwinningen | Renner              | Jaren                        |
| ------------- | ------------------- | ---------------------------- |
| 5             | Alejandro Valverde  | 2012, 2013, 2014, 2016, 2017 |
| 2             | Freddy Maertens     | 1974, 1975                   |
| 2             | Dietrich Thurau     | 1977, 1979                   |
| 2             | Rolf Gölz           | 1985, 1987                   |
| 2             | Eduardo Chozas      | 1983, 1990                   |
| 2             | Julián Gorospe      | 1984, 1993                   |
| 2             | Stefano Della Santa | 1994, 1995                   |
| 2             | Jakob Fuglsang      | 2019, 2020                   |

#### Overwinningen per land
| Overwinningen | Land                                               |
| ------------- | -------------------------------------------------- |
| 37            | Spanje                                             |
| 9             | België                                             |
| 7             | Nederland                                          |
| 6             | Duitsland                                          |
| 3             | Italië                                             |
| 2             | Australië, Denemarken                              |
| 1             | Colombia, Frankrijk, Slovenië, Verenigd Koninkrijk |

### Belgische- en Nederlandse etappewinnaars
N.B. in volgorde van eerste etappezege
| België | Nederland |
| --- | --- |
| Arthur Decabooter (1966, 2x) Edward Sels (1967, 4x) Emiel Coppens (1967, 2x) Walter Godefroot (1968, 2x; 1973) Noël Vanclooster (1968) Eric Leman (1969, 4x; 1970, 2x; 1971, 2x) Jean-Pierre Monseré (1970, 2x; 1971, 2x) Roger De Vlaeminck (1971, 2x) Rik Van Linden (1973, 4x) Georges Pintens (1973) Freddy Maertens (1974, 7x; 1975, 5x; 1981) Eddy Peelman (1975) Dirk Ongenae (1976, 3x) Marc Reiner (1979) Joseph Jacobs (1979) Noël Dejonckheere (1980, 2x; 1983, 2x; 1984; 1987; 1988) Daniel Willems (1980, 2x) Marc Sergeant (1982) Jos Jacobs (1983) Frank Hoste (1983, 2x; 1985) Guido Van Calster (1984) Alfons De Wolf (1984) Wim Arras (1986) Benny Van Brabant (1986) Jean-Luc Vandenbroucke (1987) Edwig Van Hooydonck (1988) Luc Roosen (1989) Eric Vanderaerden (1989) Johan Museeuw (1991, 2x; 1992; 1997, 3x) Wilfried Nelissen (1992; 1993; 1996, 2x) Hendrik Redant (1992) Jo Planckaert (1993) Sammie Moreels (1993) Marc Wauters (1995) Tom Steels (1998, 2x; 1999, 2x) Frank Vandenbroucke (1999) Jo Planckaert (2000) Tom Boonen (2004, 2006, 2007) Serge Baguet (2005, 2x) Gert Steegmans (2009) Victor Campenaerts (2017) Tim Wellens (2017; 2018; 2019, 2x; 2023) Dylan Teuns (2020) Rune Herregodts (2022) Maxim Van Gils (2024, 2025) IJsboerke-Gios (1979) Europ-Decor (1983) | Arie den Hartog (1964) Michel Stolker (1964) Piet Rentmeester (1964) Ab Geldermans (1965) Harry Steevens (1968) Jan van Katwijk (1970) Evert Dolman (1970) Peter Kisner (1971) Jos van der Vleuten (1972) Gerard Vianen (1972) Jan Krekels (1972, 2x) Gerben Karstens (1976, 4x) Gerrie Knetemann (1976, 2x; 1984, 2x) Aad van den Hoek (1977) Jos Schipper (1981) Martin Havik (1981) Jos Lammertink (1981) Johan van der Meer (1981) Jacques van Meer (1984) Steven Rooks (1986) Adrie van der Poel (1988) Frans Maassen (1993) Jeroen Blijlevens (1995) Maarten den Bakker (1996) Max van Heeswijk (1998; 2004, 2x; 2007) Erik Dekker (2002) Remmert Wielinga (2003) Moreno Hofland (2014) Pim Ligthart (2015) Wout Poels (2018, 2022) |

## Vrouwen
Voor de vrouwen werd er voor het eerst in 2022 een wedstrijd onder de noemer Vuelta Ciclista a Andalucia – Ruta del Sol Elite Women georganiseerd.

### Erelijst
| Jaar | Data        | Winnaar         | Tweede                | Derde               |
| ---- | ----------- | --------------- | --------------------- | ------------------- |
| 2022 | 3-5/05      | Arlenis Sierra  | Mavi García           | Ricarda Bauernfeind |
| 2023 | 31-05 / 4-6 | Katrine Aalerud | Mie Bjørndal Ottestad | Tamara Dronova      |
| 2024 | 29-05 / 2-6 | Mavi García     | Silke Smulders        | Ella Wyllie         |
| 2025 | 7-11/10     |                 |                       |                     |

1925 · 1926-1954 · 1955 · 1956 · 1957 · 1958 · 1959 · 1960 · 1961 · 1962 · 1963 · 1964 · 1965 · 1966 · 1967 · 1968 · 1969 · 1970 · 1971 · 1972 · 1973 · 1974 · 1975 · 1976 · 1977 · 1978 · 1979 · 1980 · 1981 · 1982 · 1983 · 1984 · 1985 · 1986 · 1987 · 1988 · 1989 · 1990 · 1991 · 1992 · 1993 · 1994 · 1995 · 1996 · 1997 · 1998 · 1999 · 2000 · 2001 · 2002 · 2003 · 2004 · 2005 · 2006 · 2007 · 2008 · 2009 · 2010 · 2011 · 2012 · 2013 · 2014 · 2015 · 2016 · 2017 · 2018 · 2019 · 2020 · 2021 · 2022 · 2023 · 2024 · 2025